# Суно (Италия)
 Тази статия е за градчето в Италия.  За франкския крал вижте Суно.  
Су̀но (на италиански: Suno; на пиемонтски: Sun, Сюн, на местен диалект: Sön, Сьон) е малко градче и община в Северна Италия, провинция Новара, регион Пиемонт. Разположено е на 250 m надморска височина. Населението на общината е 2840 души (към 2010 г.).